# 임원기
임원기(1989년 10월 17일~ )은 대한민국의 전직 스타크래프트 프로게이머이다. 아이디는 Spear[Shield], 종족은 프로토스이다.
2006년 하반기 드래프트에서 온게임넷 스파키즈 (현 하이트 스파키즈)의 1차 지명으로 입단하였다.
2009년 3월 2일 화승 OZ로 이적하였다.
그 이후로 제대로 출전 기회를 잡지 못하다가 2010년 7월 은퇴했다.

## 전진 게이트 사건
2008년 4월 18일 EVER 스타리그 2008 1차본선 B조 2경기에서 마재윤을 상대로 극단적인 전진 2게이트 빌드를 사용해 승리를 거뒀다. 전진게이트가 오버로드의 정찰에 발각되었고, 마재윤은 그것을 조롱하듯 오버로드를 빙글빙글 돌리면서 자신역시 상대본진에 몰래 해처리를 피기 시작했다. 하지만 얼마 후 다시취소하고 본진에서 무리하게 테크를 올리다가 임원기의 질럿 한방 병력에 gg를 선언하고 말았다. 그 이후 마재윤은 오버로드로 춤을 추는 컨트롤 때문에 마댄스라는 별명이 추가되었다

## 주요 기록
- 2006년 제22회 커리지매치 입상
- 2008년 EVER 스타리그 2008 1차 본선